# ドラゴンドラ
ドラゴンドラは、新潟県南魚沼郡湯沢町にある苗場スキー場とかぐらスキー場の田代エリアを結ぶ、西武・プリンスホテルズワールドワイドが運営するゴンドラの愛称である。
プリンスホテルによる施設名称は苗場 - 田代ゴンドラ（なえば・たしろゴンドラ）。また、通称として苗場ドラゴンドラ（なえばドラゴンドラ）も使用される。

## 概要
全長は5,481mで、日本最長のゴンドラである。これは1997年の索道関係規則の改正により、ロープの結合部が1か所のみという制限が緩和され、長距離架設が可能となったことにより実現した。長大な支曳索の摩擦力を増加させるため、両停留所の原動滑車・緊張滑車は二重構造となっている。ドラゴンドラ山麓駅とドラゴンドラ山頂駅の所要時間は、冬季は約15分、冬季以外は20分 - 30分で結ばれている。2001年12月21日に開業した。
冬季スキーシーズンのほか、2017年4月から季節運行を開始。2014年頃には春季の季節運行を取りやめていた時期もあったが、現在は観光活用として季節運行を行っている。
春先の新緑シーズンには「新緑のドラゴンドラ」という名称で毎年4月下旬から5月末日まで、紅葉シーズンは「紅葉のドラゴンドラ」という名称で毎年10月上旬から11月上旬で営業を行っている。
設計・製作は日本ケーブル。ゴンドラの定員は8人となっているが、2020年から新型コロナウイルス感染症への対策として乗車人員を4人に制限している。

## 春季営業
二拠点を結ぶ苗場 - 田代ゴンドラからは、原生するブナ、ホウノキ、トチなどの樹木を楽しむことができる。また、天候によって湖水の色が七色に変化することが特徴の二居湖なども見どころである。

## 秋季営業
ドランゴンドラ山麓駅近くはスギやカラマツが分布しており、黄金色に紅葉するカラマツは見どころの一つになっている。14号柱付近では上りから一転し下りに変わり、二居湖から流れる川と紅葉した様々な樹木も楽しむことができる。